# مؤسسة محمد حسنين هيكل للصحافة العربية
مؤسسة محمد حسنين هيكل للصحافة العربية، مؤسسة أهلية للخدمة العامة، لا تستهدف الربح، أنشئت في مصر عام 2007م  
طبقا لأحكام القانون 84 لسنة 2002، وهدفها السعي من أجل رقي مهنة الصحافة وتقدمها، «اتصالا بتقاليد سبقت، ولحاقا بآمال تنتظر – وسط عالم وزمان اتسعت فيهما آفاق المعرفة ودروس التجربة على نحو لم يسبق له مثيل» حسب مايقول الأستاذ هيكل في بيان التأسيس.
وتبعا للأوراق الرسمية لاشهارها «تضع المؤسسة كهدف عام لها مستقبل الصحفي العربي – من كل وطن من أوطان الأمة – باعتبار أن الصحفي بذاته هو المؤتمن الأصلي على مستقبل المهنة والحفاظ على دورها التنويري ضمن حركة التقدم الشامل للأمة، والمحافظة على مستوى يساعد على تمكين الصحافة العربية من دور مؤثر في محيطها يتواصل بالزمالة مع قوى التطور الخيرة في الإعلام الدولي وحركته المتسارعة».

## النشأة والبنية المؤسسية
أنشئت مؤسسة محمد حسنين هيكل للصحافة العربية كوقف للخدمة العامة أقامه محمد حسنين هيكل وأسرته دعما للمهنة التي وهب لها حياته وارتبط بها اسمه لعقود طويلة من الزمان.
ويضم المقر الدائم للمؤسسة مكتبة الأستاذ هيكل من الكتب والوثائق، وتتيحها المؤسسة –وفقا لقواعد محددة- للمهتمين والباحثين.
ويقوم نشاط المؤسسة على وقفية محددة ومتجددة – كافية لتحقيق أهداف المؤسسة يوفرها الأستاذ محمد حسنين هيكل وأسرته دون اعتماد أو مشاركة من أي طرف مصري أو خارجي، 
وحسب لائحة المؤسسة، يتولى الحفاظ على عملها وأهدافها مجلس للأمناء يشارك فيه ممثلو الوقفية إلى جانب عدد من الشخصيات المهتمة بالمهنة وبالعمل العام لا يزيد عددهم عن سبعة، ويشترط أن يكون بينهم نقيب الصحفيين المصريين وكذلك أحد الشخصيات العربية المعنية بصحافة العالم العربي باعتبار تكامل العمل الصحفي على اتساع أوطان المنطقة.ويختص برسم سياسة المؤسسة ووضع برامجها وإدارة أعمالها مجلس تنفيذي يتكون وتتحدد مهامه وفق لائحة يصدرها مجلس الأمناء، ويضم المجلس التنفيذي المدير التنفيذي للمؤسسة (حاليا: الأستاذ هاني شكر الله)، وهو المسئول عن قيادة نشاط المؤسسة ووضع سياساتها موضع التنفيذ.
وتمارس المؤسسة نشاطها منذ تأسيسها عام 2007من مقر مؤقت بمجلة «[وجهات نظر]» ذات العلاقة الوثيقة بهيكل، كما يشارك رئيس تحريرها أيمن الصياد في نشاط المؤسسة بوصفه مستشارا تنفيذيا لها.

## الأهداف
يقول اعلان المؤسسة أن«الصحافة العربية تشهد مرحلة تحولات كبري، تشمل التأثيرات الحافلة لثورة المعلومات والاتصالات، كما تتصل بالتطورات الحادة والمتسارعة، سياسيا واقتصاديا واجتماعيا، التي مرت بالمنطقة العربية في السنوات الأخيرة، فأعادت تشكيل كل من البيئة الحاضنة لمهنة الصحافة ولميدان ممارستها وتأثيرها في آن واحد» وبعد أن يعدد بيان اعلان المؤسسة والذي نشر في العديد من الصحف العربية في يناير 2007 التحديات التي تواجه الصحافة العربية ، يجمل أهداف المؤسسة في الآتي:
- المساهمة في تحقيق أعلي قدر ممكن من تعرف العاملين في الصحافة العربية، علي أخر التطورات في ميدان الصحافة في العالم.
- تقديم برامج مكثفة وعلي اعلي مستوي فني ومهني لتدريب شباب الصحفيين.
- دعم الجهود الرامية إلي تأسيس نظم عربية مستدامة للتدريب الصحفي علي الصعيدين المحلي والإقليمي، وعلي مستوي المؤسسات الصحفية.
- تشجيع ورعاية الحوار وتبادل الخبرة والتعلم المتبادل بين الصحفيين العرب فيما يتعلق بالحالة الراهنة للمهنة وآفاق تطويرها وبالقيم والمعايير المطلوب تكريسها وباحتياجات وإمكانات تطوير العمل الصحفي العربي إلي أعلي المستويات العالمية.
- تقديم الدعم الفني – علي مختلف المستويات – للمؤسسات الصحفية الناشئة، خاصة المستقلة وغير الحكومية منها.
- متابعة ورصد مستويات الأداء المهني في الصحافة العربية، ودعم وإبراز الممارسة الأفضل بشتى الوسائل.
- تشجيع ودعم البحث العلمي في شتي القضايا ذات الأهمية للصحافة العربية ودعم نشر وترويج نتائجها وتوسيع نطاق الحوار حولها.
- تشجيع ودعم الحوار وتبادل الخبرة بين الصحفيين العرب وغيرهم من الصحفيين في مناطق أخرى من العالم، وبخاصة في العالم الثالث.

## النشاطات والبرامج
يلحظ أن المؤسسة مقلة في برامجها ونشاطاتها إلى حد كبير، خاصة بالمقارنة مع مكان متوقعا من ٬وسسة تحمل اسم [محمد حسنين هيكل]. ولكن يلاحظ أيضا أن أنشطة المؤسسة على قلتها كانت دموما مميزة وغير مسبوقة. ومنها:
- بدأت المؤسسة نشاطها بمحاضرة للصحفي الأمريكي الشهير سيمور هيرش سيمور هيرش رائد الصحافة الاستقصائية في العالم، والذي أعقب محاضرته بدورة تدريبية على يومين لنقل خبراته لعدد من شباب الصحافيين الذين تم اختيارهم من جانب المؤسسة . وكان لافتا حضور الأستاذ هيكل كل جلسات الدورة، فضلا عن مشاركة الأستاذين هاني شكر الله وأيمن الصياد.
- إنشاء برنامج «زمالة مؤسسة هيكل» (The Heikal Fellowship) في جامعة أكسفورد، بالمملكة المتحدة، والذي بدأ في عام 2008، وان كان قد توقف لأسباب غير معروفة. ويذكر أن بداية البرنامج تواكبت مع محاضرة مهمة دعي الأستاذ هيكل لالقائها في افتتاح الموسم الثقافي 2007-2008 لجامعة أكسفورد العريقة  عن صراع الشرق والغرب. (النص الكامل للمحاضرة نشرته وجهات نظر في عدد نوفمبر 2007)
- ورشة عمل حول «التغطية الصحفية للفساد»  حاضر فيها الصحفي البريطاني الشهير «ديفيد لي»، رئيس قسم التحقيقات بجريدة «الغارديان»، وأستاذ الصحافة الاستقصائية بجامعة لندن.
- محاضرة لوزير الخارجية البريطانى الأسبق اللورد ديفيد أوين تحدث فيها عن الاعتدال في السلطة، والصحة البدنية والنفسية للزعماء وتأثيراتها على الحكم وصنع القرار.

## روابط خارجية
1. http://weekly.ahram.org.eg/2007/831/eg7.htm نسخة محفوظة 16 أكتوبر 2013 على موقع واي باك مشين.
2. http://arabi.ahram.org.eg/arabi/Ahram/2007/1/13/INVS1.HTM
3. http://www.egypttoday.com/article.aspx?ArticleID=7292
4. http://weekly.ahram.org.eg/2007/834/eg11.htm
5. http://reutersinstitute.politics.ox.ac.uk/about/news/item/article/inaugural-heikal-fellows-arrive-in.html
6. http://www.alquds.co.uk/index.asp?fname=data\2007\11\11-09\06m11.htm
7. http://www.almasry-alyoum.com/article2.aspx?ArticleID=180127&IssueID=1176
8. http://www.shorouknews.com/ContentData.aspx?id=138412